# Little Tich
Little Tich, pseudonimo di Harry Relph (Cudham, 1868 – Londra, 1928), è stato un comico inglese.

## Biografia
Nano e deforme, si esibì fin da bambino in gruppi di minstrels ed emigrò negli USA con la sua compagnia. 
Tornato nel Regno Unito, si esibì con Dan Leno al Drury Lane, per poi passare a Parigi.
A Little Tich si ispirò Charlie Chaplin per il suo più famoso personaggio.